# Philipp Strack
Philipp Strack (* 1985 in Bonn) ist ein deutscher Wirtschaftswissenschaftler an der Yale University.

## Leben und Wirken
Strack ist der Sohn eines deutschen Vaters und einer griechischen Mutter. Er erwarb an der Rheinischen Friedrich-Wilhelms-Universität Bonn 2008 ein Diplom in Wirtschaftswissenschaften und 2010 ein Diplom in Mathematik. Strack promovierte 2013 bei Paul Heidhues mit der Arbeit Five Essays in Economic Theory. Als Postdoktorand arbeitete er bei Microsoft Research in Boston.
2014 erhielt Strack eine erste Professur (Assistant Professor) an der University of California, Berkeley, 2018 wurde er Associate Professor. 2019 wechselte er an die Yale University, wo er 2022 zu einer ordentlichen Professur aufstieg.
Strack befasst sich mit Entscheidungsfindung und Mikroökonomie, insbesondere im Zusammenhang mit Lernprozessen und Informationsübertragung, mit der Formalisierung von Konzepten wie Informationskosten-Funktionen oder den Vorstellungen von Privatsphäre, sowie mit analytischen Ansätzen in der Mechanismus-Design-Theorie.
Seit 2022 ist Philipp Strack gewähltes Mitglied (Fellow) der Econometric Society, 2023 wurde er mit dem Bodossaki Distinguished Young Scientist Award ausgezeichnet und erhielt im Dezember 2023 im Rahmen eines VWL-Rankings der WirtschaftsWoche die Auszeichnung als forschungsstärkster Volkswirt unter 40 Jahren im deutschsprachigen Raum. 2024 erhielt er mit der John-Bates-Clark-Medaille eine der prestigeträchtigsten Auszeichnungen im Bereich der Wirtschaftswissenschaften. Laut Google Scholar hat er einen h-Index von 30, laut Datenbank Scopus einen von 15 (jeweils Stand April 2025). Er gehört zu den Herausgebern von Mathematics of Operations Research und American Economic Journal: Microeconomics.
2025 wurde Strack zum Mitglied der American Academy of Arts and Sciences gewählt.